# FREE (玉木宏の曲)
「FREE」（フリー）は、玉木宏の10枚目のシングル。2011年5月25日にユニバーサルミュージックから発売された。

## 解説
今作がユニバーサルミュージック移籍後、初シングルとなる。約2年ぶりのシングルとなる。
通常盤、初回限定盤A、初回限定盤Bの3タイプで発売された。

## 収録曲
CD
1. FREE
作詞：玉木宏、作曲：北浦正尚
2. All My Life
作詞：矢野マイケル、作曲：家原正樹

DVD （初回限定盤A）
1. 「FREE」Music Video

DVD（初回限定盤B）
1. 「FREE」Music Video Director's cut

## 封入特典
- 通常盤
  - セルフライナーノーツ、イベント参加券
- 初回限定盤A
  - イベント参加券
- 初回限定盤B
  - イベント参加券